# Jørn Lande
Jørn Marumsrud Lande (ur. 31 maja 1968 w Rjukan) – norweski wokalista. Był członkiem wielu zespołów (m.in. Masterplan), a ponadto uczestniczył w różnych projektach muzycznych.

## Życiorys
Jest synem Olle Johnny’ego Landego, wokalisty i muzyka z Rjukan. Karierę rozpoczął na początku lat 90. XX wieku. Pierwszym zespołem, w którym śpiewał był Wild Willy’s Gang, następnie był wokalistą takich zespołów jak Vagabond (w latach 1993–1995), The Snakes (1997–1998), Nikolo Kotzev’s Nostradamus, Mundanus Imperium (1997–1998), Ark (1999–2002), Millenium (2000–2001), Beyond Twilight (2000–2001), Masterplan (2002–2006, 2009–2012), Brazen Abbot (2003) i Holter (2014–2016). W 2000 roku założył własny zespół Jorn, w którym występuje do dziś jako jedyny oryginalny członek.
Lande uczestniczył także gościnnie lub jako wokalista sesyjny w różnych projektach muzycznych, takich jak np. Avantasia, Ayreon, Genius: A Rock Opera, Magnus Karlsson’s Free Fall, Oceans of Time i Trillium. Niekiedy zajmował się w nich również produkcją, pisaniem tekstów utworów, a także graniem na instrumentach klawiszowych. Ma na swoim koncie trasę koncertową ze znanym szwedzkim gitarzystą Yngwie Malmsteenem.
W 2005 roku Jørn Lande wraz wokalistą zespołów Symphony X i Adrenaline Mob Russellem Allenem, multiinstrumentalistą, producentem i autorem tekstów Magnusem Karlssonem oraz perkusistą Jaime’em Salazarem stworzył międzynarodowy projekt o nazwie Allen/Lande. Projekt w tym składzie wydał trzy albumy: The Battle (2005), The Revenge (2007) i The Showdown (2010). W 2013 roku miejsce Karlssona zajął Timo Tolkki, zaś Salazara zastąpił Jami Huovinen i w tym zestawieniu Allen/Lande wydał czwarty album, zatytułowany The Great Divide (2014). Po wydaniu tej płyty Jørn Lande postanowił zakończyć współpracę z projektem.
W 2010 roku Lande pojawił się na festiwalu High Voltage w Londynie jako gość specjalny zespołu Heaven and Hell i wykonał kilka utworów zespołu jako formę upamiętnienia jego niedawno zmarłego wokalisty, Ronniego Jamesa Dio.
W 2014 roku wokalista brał udział w tworzeniu albumu Smite and Ignite fikcyjnego zespołu Pentakill, stworzonego na potrzeby gry komputerowej League of Legends. Na albumie tym Lande zaśpiewał jako postać o imieniu Karthus The Deathsinger dwa utwory: „Lightbringer” i „Thornmail”. Lande jeszcze dwukrotnie udzielał się przy tym projekcie: w 2017 roku, kiedy wydany został album II: Grasp of the Undying, na którym zaśpiewał jako główny wokalista w pięciu utworach, i w 2021 roku przy okazji albumu III: Lost Chapter, gdzie w sześciu utworach odpowiadał za główny wokal, zaś w jednym za wokal wspierający.
W styczniu 2021 roku Jørn Lande wraz z zespołem Jorn wziął udział w pre-eliminacjach Melodi Grand Prix, norweskich preselekcji do Konkursu Piosenki Eurowizji, w których zaprezentował utwór „Faith Bloody Faith”. Ostatecznie Jorn zakwalifikował się do finału Melodi Grand Prix i dotarł w nim do złożonej z czterech wykonawców rundy finałowej, której zwycięzcą i zarazem reprezentantem Norwegii w 65. Konkursie Piosenki Eurowizji został Tix.

## Dyskografia
| 2000                           | Starfire - Data: 21 listopada 2000 - Wydawca: Frontiers Records                             | —  | —  | —   | —  |
| 2001                           | Worldchanger - Data: 24 października 2001 - Wydawca: Frontiers Records                      | —  | —  | —   | —  |
| 2004                           | Out to Every Nation - Data: 26 kwietnia 2004 - Wydawca: AFM Records                         | —  | —  | —   | —  |
| 2005                           | The Battle (oraz Russell Allen) - Data: 19 września 2005 - Wydawca: Frontiers Records       | —  | —  | —   | —  |
| 2006                           | The Duke - Data: 24 lutego 2006 - Wydawca: AFM Records                                      | —  | —  | —   | —  |
| 2007                           | Unlocking the Past - Data: 27 stycznia 2007 - Wydawca: AFM Records                          | —  | —  | —   | —  |
| 2007                           | The Revenge (oraz Russell Allen) - Data: 11 maja 2007 - Wydawca: Frontiers Records          | —  | —  | —   | —  |
| 2008                           | Lonely are the Brave - Data: 6 czerwca 2008 - Wydawca: Frontiers Records                    | 42 | 28 | —   | —  |
| 2009                           | Spirit Black - Data: 5 czerwca 2009 - Wydawca: Frontiers Records                            | 52 | 21 | —   | —  |
| 2010                           | The Showdown (oraz Russell Allen) - Data: 5 listopada 2010 - Wydawca: Frontiers Records     | —  | —  | —   | —  |
| 2012                           | Bring Heavy Rock to the Land - Data: 1 czerwca 2012 - Wydawca: Frontiers Records            | 34 | 24 | 126 | —  |
| 2013                           | Traveller - Data: 14 czerwca 2013 - Wydawca: Frontiers Records                              | 37 | 12 | 118 | —  |
| 2014                           | The Great Divide (oraz Russell Allen) - Data: 15 października 2014 - Wydawca: Nexus         | —  | —  | 138 | 46 |
| 2015                           | Dracula: Swing of Death (oraz Holter) - Data: 21 stycznia 2015 - Wydawca: Frontiers Records | —  | —  | —   | 79 |
| 2016                           | Heavy Rock Radio - Data: 3 czerwca 2016 - Wydawca: Frontiers Records                        | 53 | 23 | 135 | 38 |
| 2017                           | Life on Death Road - Data: 2 czerwca 2017 - Wydawca: Frontiers Records                      | —  | —  | 84  | 39 |
| "—" pozycja nie była notowana. |                                                                                             |    |    |     |    |

| Rok  | Tytuł                                                 | Pozycja na liście | Pozycja na liście |
| Rok  | Tytuł                                                 | SWE               | NOR               |
| ---- | ----------------------------------------------------- | ----------------- | ----------------- |
| 2010 | Dio - Data: 2 lipca 2010 - Wydawca: Frontiers Records | 53                | 37                |

| 2007                           | Live in America - Data: 21 września 2007 - Wydawca: Frontiers Records | —  |
| 2011                           | Live in Black - Data: 26 sierpnia 2011 - Wydawca: Frontiers Records   | 26 |
| "—" pozycja nie była notowana. |                                                                       |    |

| 2007                           | The Gathering - Data: 27 stycznia 2007 - Wydawca: AFM Records   | —  | —   |
| 2009                           | Dukebox - Data: 28 sierpnia 2009 - Wydawca: AFM Records         | —  | —   |
| 2013                           | Symphonic - Data: 25 stycznia 2012 - Wydawca: Frontiers Records | 23 | 196 |
| "—" pozycja nie była notowana. |                                                                 |    |     |

Pozostałe albumy
| Rok  | Tytuł                                               |
| ---- | --------------------------------------------------- |
| 1994 | Vagabond – Vagabond                                 |
| 1995 | Vagabond – A Huge Fan of Life                       |
| 1998 | The Snakes – Live in Europe                         |
| 1998 | The Snakes – Once Bitten                            |
| 1998 | Mundanus Imperium – The Spectral Spheres Coronation |
| 1999 | Ark – Ark                                           |
| 2000 | Millennium – Hourglass                              |
| 2001 | Ark – Burn The Sun                                  |
| 2001 | Beyond Twilight – The Devil's Hall of Fame          |
| 2003 | Brazen Abbot – Guilty As Sin (gościnnie)            |
| 2003 | Ken Hensley – Blood on the Highway (gościnnie)      |
| 2008 | Avantasia – The Scarecrow (gościnnie)               |
| 2008 | Ayreon – 01011001 (gościnnie)                       |
| 2010 | Avantasia – The Wicked Symphony (gościnnie)         |
| 2014 | Pentakill – Smite and Ignite (gościnnie)            |
| 2017 | Pentakill – Grasp of the Undying (gościnnie)        |
| 2019 | Avantasia – Moonglow (gościnnie)                    |
| 2021 | Pentakill – III: Lost Chapter (gościnnie)           |